# 埃龍戈區
埃龍戈區（英語：Erongo Region）是納米比亞的一個區，位於該國中西部，西面大西洋。面積63,720平方公里，2001年人口107,629人。首府斯瓦科普蒙德（1994年南非共和國歸還佔領多年的鯨灣港）。下分6分區。